# Quedius brevicornis
Quedius brevicornis är en skalbaggsart som först beskrevs av Thomson 1860.  Quedius brevicornis ingår i släktet Quedius, och familjen kortvingar. Arten är reproducerande i Sverige.